# 米給雷·貝索
米給雷·安傑洛·貝索（義大利語：Michele Angelo Besso，1873年5月25日—1955年3月15日）為義大利裔瑞士籍電機工程師，生於蘇黎世里斯巴赫，祖先為義大利塞法迪猶太人。其為阿爾伯特·愛因斯坦的摯友，於蘇黎世聯邦理工學院即相識相交。之後也一起在瑞士伯恩專利局工作，常在下班後與愛因斯坦散步返家，一路上討論科學與哲學問題。愛因斯坦感謝貝索為他介紹了恩斯特·馬赫的作品，其中包含馬赫對牛頓力學絕對時空的批判，並影響了愛因斯坦在建立狹義相對論時的思考。
他在1955年3月15日逝世於熱那亞。愛因斯坦在寫給貝索家庭的哀悼信中寫道：
此句成為愛因斯坦關於時空看法的名言之一。